# Real Casa da Moeda da Dinamarca
A Real Casa da Moeda da Dinamarca (em dinamarqués: Den Kongelige Mønt) é uma casa da moeda de titularidade pública com sede em Copenhague que até 2016 teve a exclusividade da cunhagem de moeda de curso legal na Dinamarca. A partir dessa data, as moedas da coroa dinamarquesa são produzidas na Casa da Moeda da Finlândia, e a companhia dinamarquesa mantém-se só como distribuidora e comercializadora de emissões comemorativas.
Ela foi estabelecida pela monarquia dinamarquesa no início do século XVI e atualmente é propriedade do estado dinamarquês, como entidade dependente do Banco Nacional da Dinamarca (Danmarks Nationalbank).

## História

### Origens
O início da fabricação de moedas na moeda na Dinamarca remonta-se há aproximadamente mil anos anos. Durante os primeiros cinco séculos, a cunhagem de moedas manteve-se dispersa em casas da moeda estabelecidas em diferentes cidades do país. João I (1481-1513) foi o primeiro monarca em emitir moedas em Copenhaguen, numa casa da moeda instalada no sótão de sua residência. Ainda conserva-se o edifício, propriedade da Magasin du Nord, no número 6 da rua Vingårdstræde, e hoje as instalações albergam o restaurante Kong Hans Kælder ("O Sõtão do Rei João").

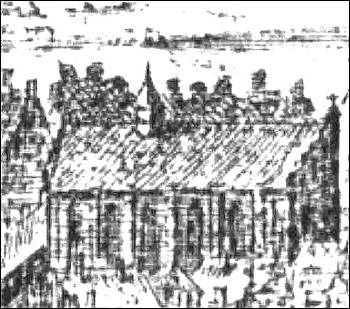
A casa da moeda dinamarquesa no mosteiro de Santa Clara, em 1611

### A casa da moeda no mosteiro de Santa Clara (1541-1575)
Em 1541 a casa da moeda transferiu-se às dependências do antigo mosteiro de Santa Clara (Sankt Clara Kloster), que fora confiscado em 1536 quando Dinamarca se converteu de modo oficial numa nação luterana. Uma das ruas surgidas da urbanização dos antigos jardins do mosteiro mantém ainda o nome de Gammel Mønt ("Casa da Moeda Velha"), em memória da antiga casa da moeda.

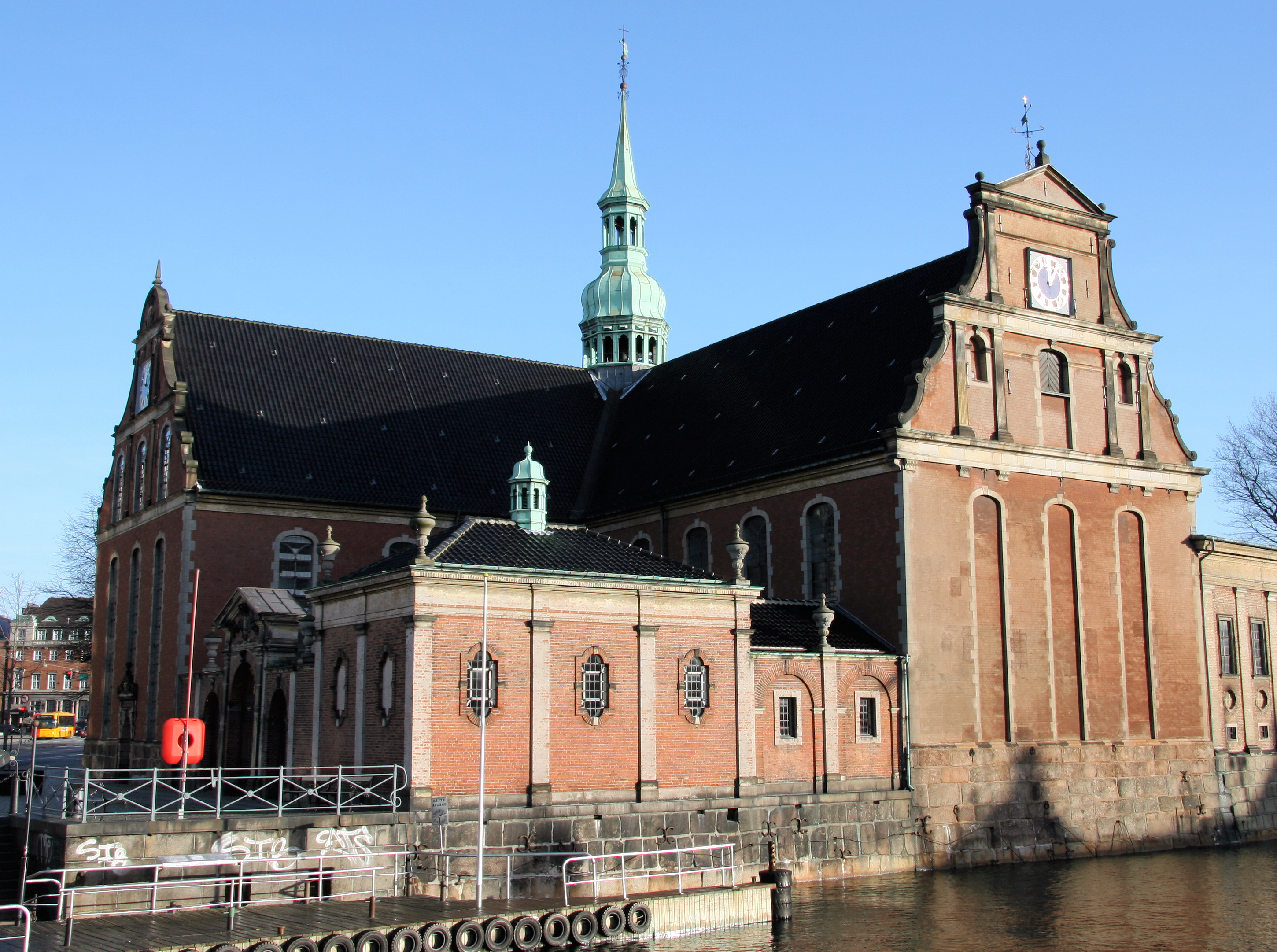
A atual igreja de Holmens, que albergou a casa da moeda dinamarquesa

### A casa da moeda no bairro de Bremerholm (1575-1671)
A casa da moeda manteve-se no antigo mosteiro até 1575, quando uma congregação alemã começou a usar o prédio como lugar de culto. Então, a Real Casa da Moeda foi transferida a Bremerholm, nos estaleiros reais, muito provavelmente nas instalações de forja das âncoras, que mas tarde se reconverteram na Igreja de Holmen. Nesse momento, em 1593, a Real Casa da Moeda retornou ao antigo monasterio de Santa Clara.
O gravador responsável pela  casa da moeda, Heinrich Køhler, que trabalhou nela entre 1644 e 1662, transferiu a casa ao castelo de Copenhaguen em 1661.

### A casa da moeda na rua Borgergade (1671-1749)

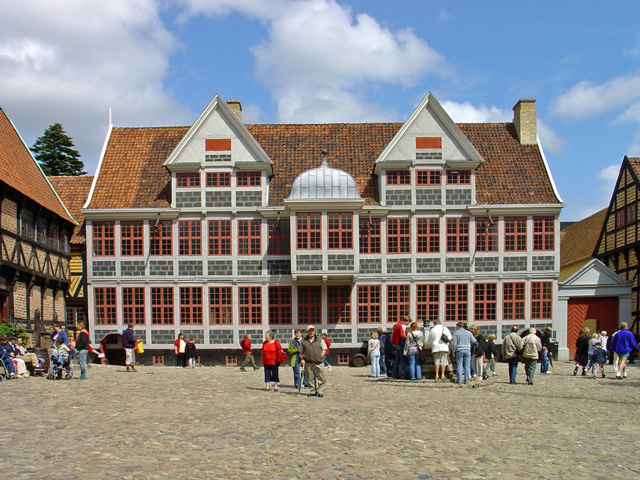
A "casa do mestre da casa da moeda" na sua localização atual, em Aarhus

Gotfred Krüger, que foi o mestre da casa da moeda real desde 1664 a 1680, adquiriu uma propriedade na rua Borgergade em 1671 para estabelecer nela a Casa da Moeda Real, que até então estivera em atividade em um edifício próximo. Na "casa do mestre da casa da moeda cunharam-se as moedas dinamarquesas até  1749, quando o edifício foi vendido. Em 1943 o edifício foi desmatelado e posteriormente foi reconstruído no Den Gamle By, um museu ao ar livre na cidade de Aarhus.
Foi durante a permanêmcia em em Borgergade que se iniciou a tradição de estampar um coração nas moedas dinamarquesas. Desconhece-se se o símbolo fazia referência ao mestre ou a localidade. É notável que um dos mestres da casa do período, Christian Wineke den Ældre (1640-1700), associava as suas iniciais, CW, a um coração nas moedas que cunhava como uma marca pessoal.
Em 1739, a casa da moeda da dinamarca recebeu formalmente o título de Real Casa da Moeda.

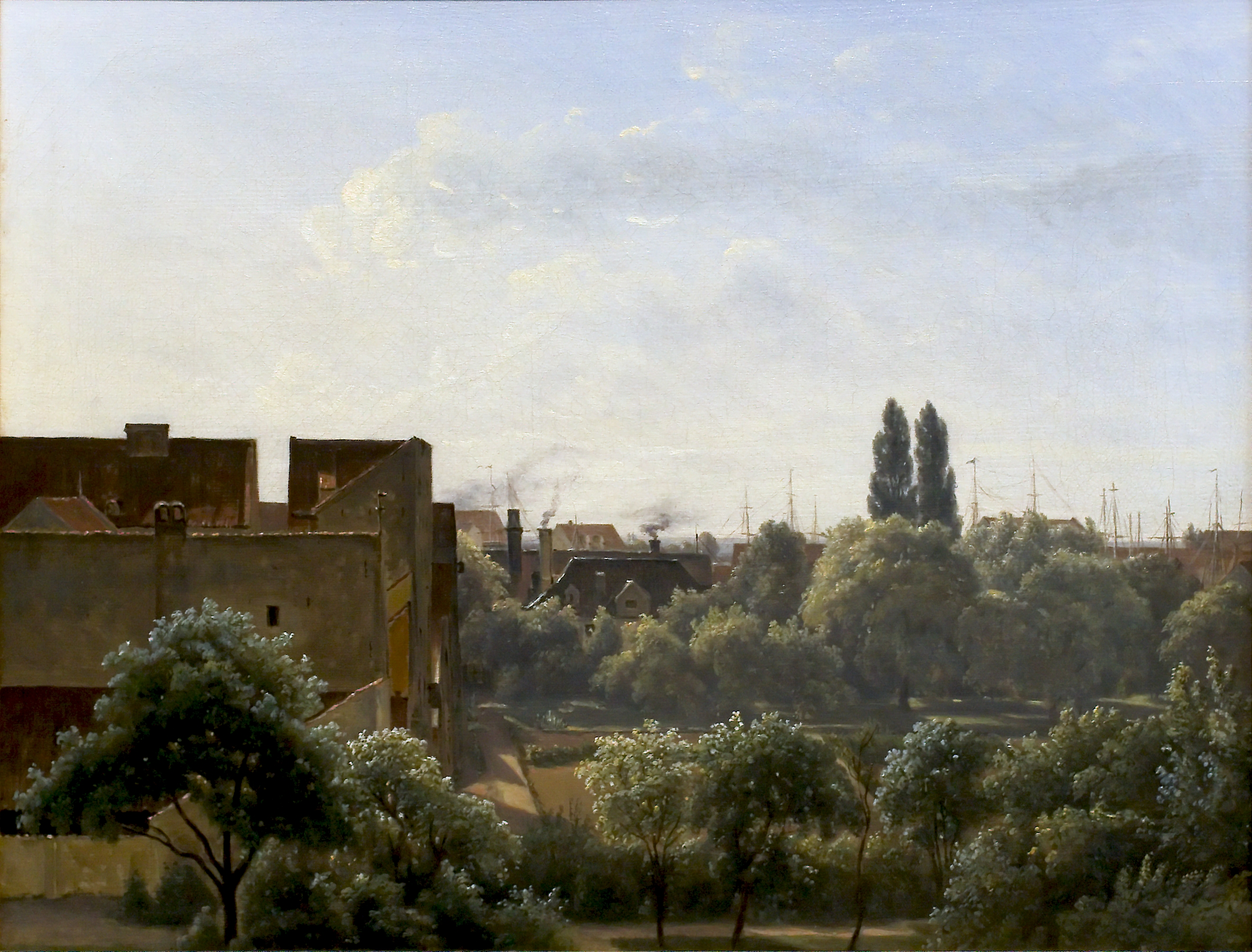
A casa da moeda dinamarquesa em Gammelholm, nos jardins de Charlottenborg, num quadro de Vilhelm Kyhn de 1862

### A casa da moeda no bairro de Gammelholm (1749-1923)

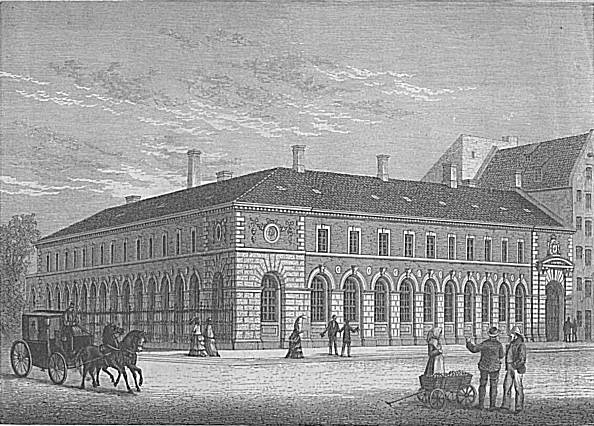
A casa da moeda em Gammelholm, na rúa Holbergsgade, circa 1873

Em 1749 estabeleceu-se uma nova casa da moeda real em Nyhavn, nas cortes das cabalarías situadas na parte traseira do PalÃ¡cio de Charlottenborg (Charlottenborg Slot). Esses edifício foram demolidos a princÃpio da década de 1870 no marco da reurbanización da zona de Gammelholm.
Em 1873 inaugurou-se um novo emprazamento da Real Casa da Moeda. O edifício, que estava no cruzamento entre as rúa Holbergsgade e Herluf Trolles Gade, aínda se conserva actualmente e foi deseñar pór arquitecto Ferdinand Meldahl, que tamén foi o responsÃ¡vel por toda a reordenación do novo bairro de Gammelholm, em colaboración com o arquitecto autÃ¡rquico Ludvig Fenger.
Em tanto que as moedas circulantes ordinÃ¡rio se cuñaban na Real Casa da Moeda, houve uma emisión com data 1894 destinada ao seu uso em Angmagssalik, em Groenlandia, que se levou a cabo na compañía privada Fritz Meyer, situada no número 14 da rúa Gothersgade, em Copenhague.

### A casa da moeda na ilha Amager (1923-1978)

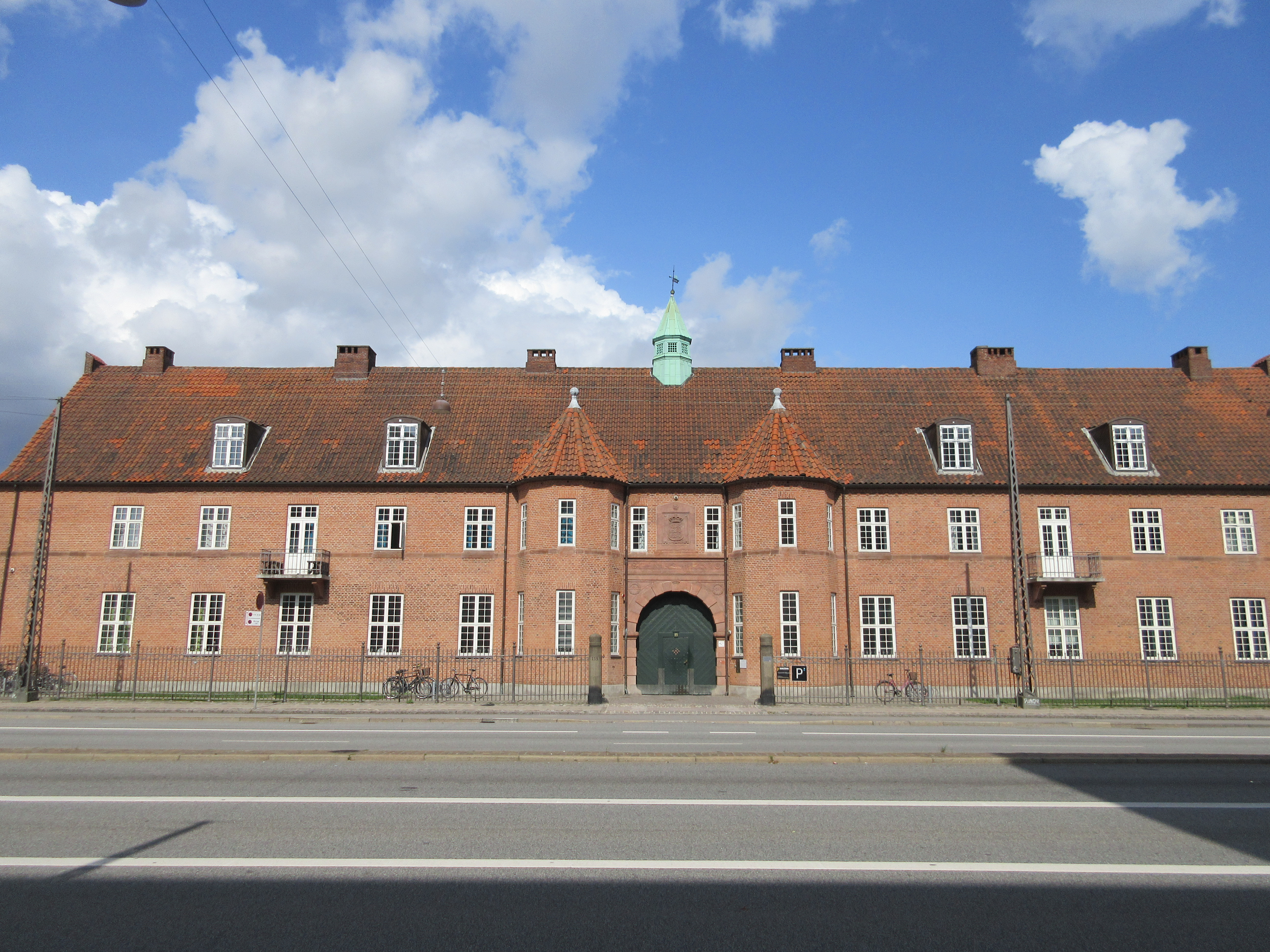
Edifício da casa da moeda danés em Amager

Em 1923 a casa da moeda Real sofreu uma nova deslocação e instalou-se numa nova dependência no número 115 do bulevar Amager, na ilha Amager. O edifício, desenhado pelo arquiteco Martin Borch, foi reconvertido e hoje serve para o alojamento juvenil e como espaço comercial.

## Derradeira época e demissão da cuñaxe

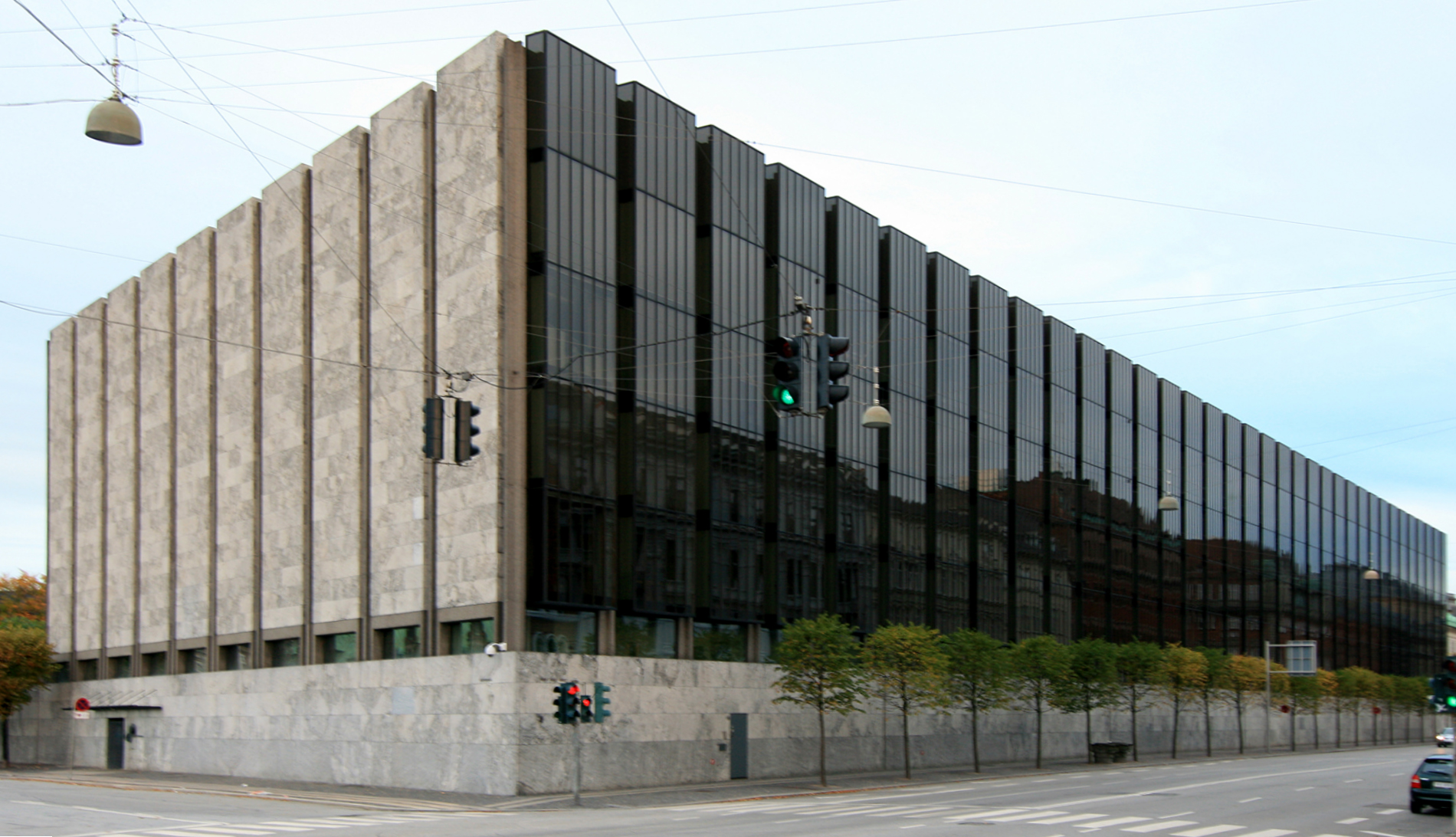
Edifício do Banco Nacional da Dinamarca, com quem partilha sede a Real Casa da Moeda da Dinamarca

Em 1975 o Governo danés acordou que a Real Casa da Moeda da Dinamarca passasse a depender organicamente do Banco Nacional da Dinamarca e em 1978 a casa da moeda transferiu-se a umas novas instalación em Brøndby, um município da área urbana de Copenhague. Em março de 2012 a casa da moeda Real retornou a Copenhague, partilhando sede no edifício do Banco Nacional da Dinamarca, na rúa Havnegade.
Em outubro de 2014, o Banco Nacional anunciou que tanto a Casa da Moeda como as instalación de impresión de bilhetes do próprio banco cessariam a sua produção de moedas e cédulas ao finais de 2016, alegando os altos custos de produção como a dimuição da demanda circulante. Em 19 de maio desse mesmo ano assinou-se um contrato por dois anos com a Casa da Moeda da Finlândia para que seja esta a que continue com a emissão de coroas danés a partir de 2017. 
Desde então, a casa da moeda Real dinamarquesa mantém a sua identidade dentro do Banco Nacional, ainda que a sua atividade se limite à sustentação de uma loja virtual para venda de moedas comemorativas.
Na planta que anteriormente ocupavam os labores de impresión de bilhetes instalou-se uma exposição permanente sobre a história das moedas da Dinamarca.
A emisión de papel moeda danés adjudicou-se-lhe em 2018 à companhia francesa Oberthur Fiduciaire SAS.

## Galería de imagens

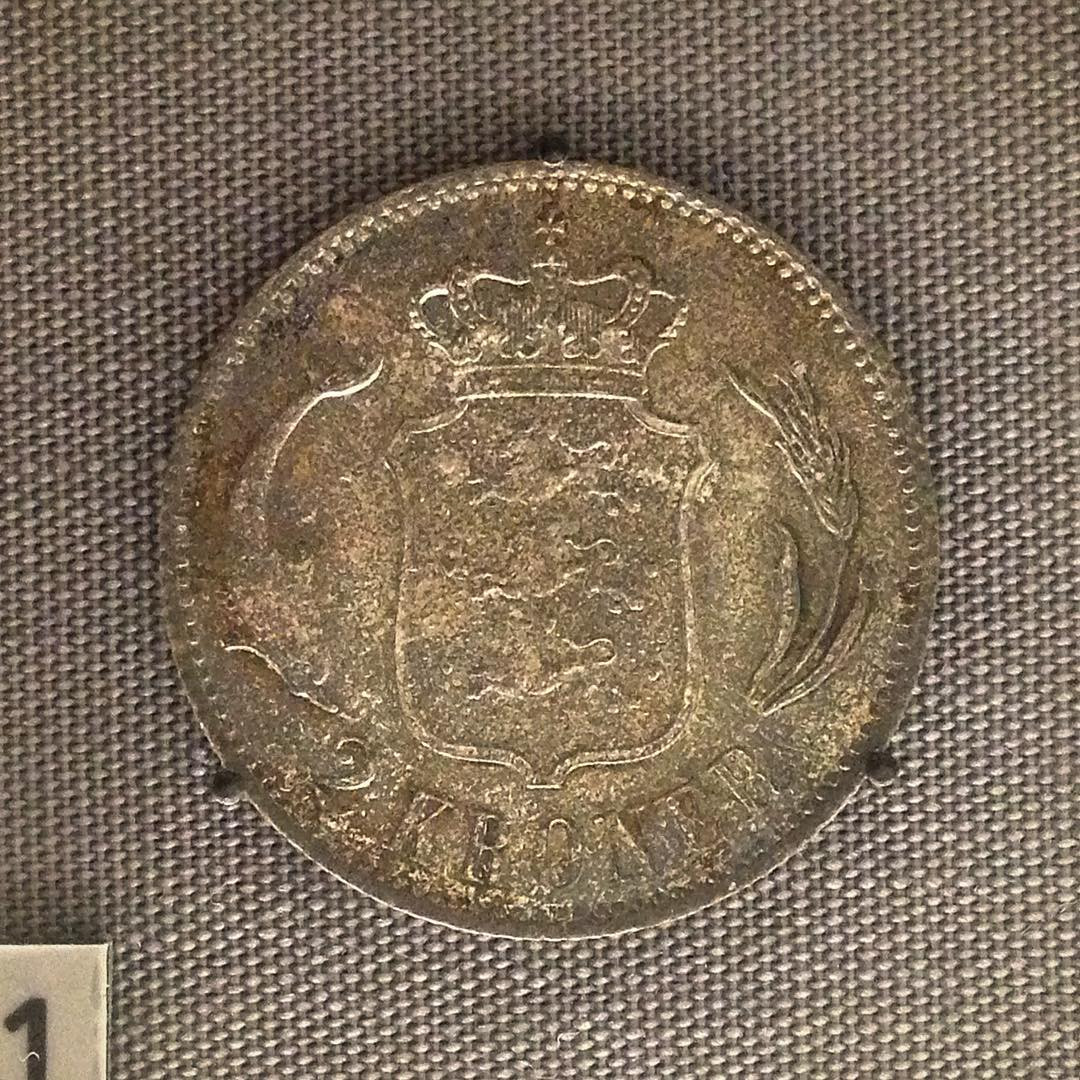
2 coroas de 1875.
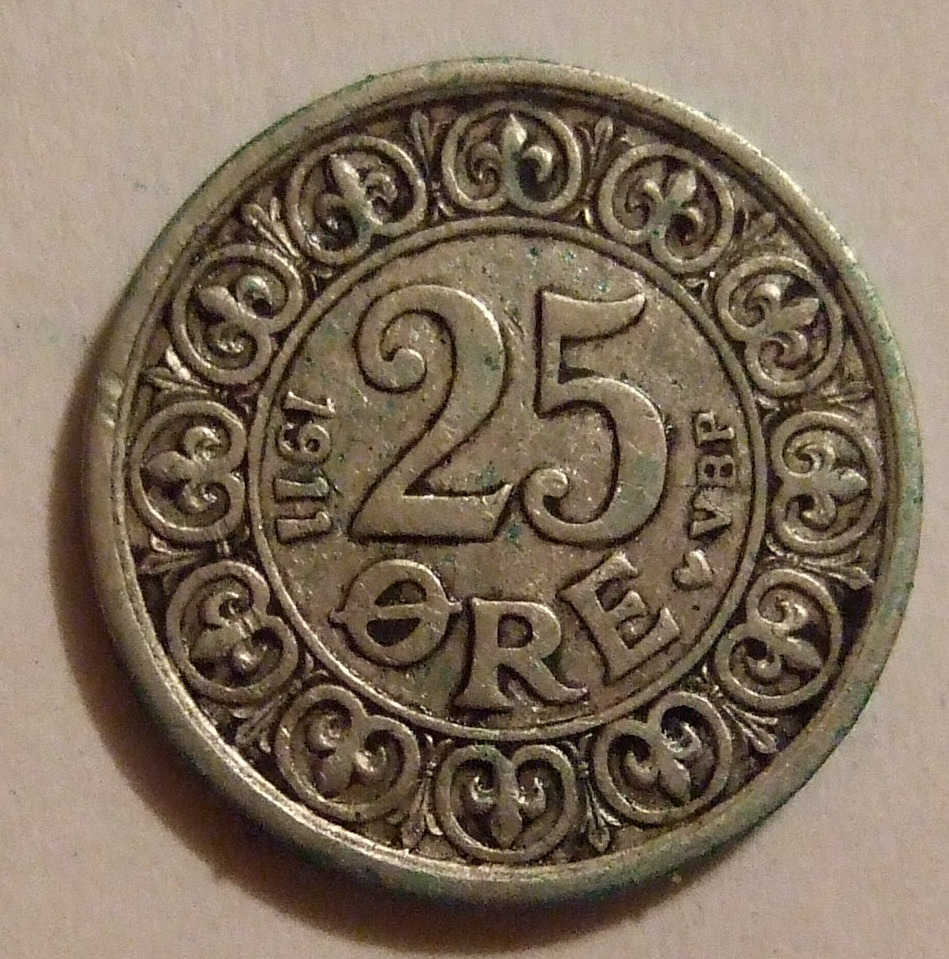
25 ore de 1911.
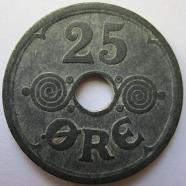
25 ore de 1941.
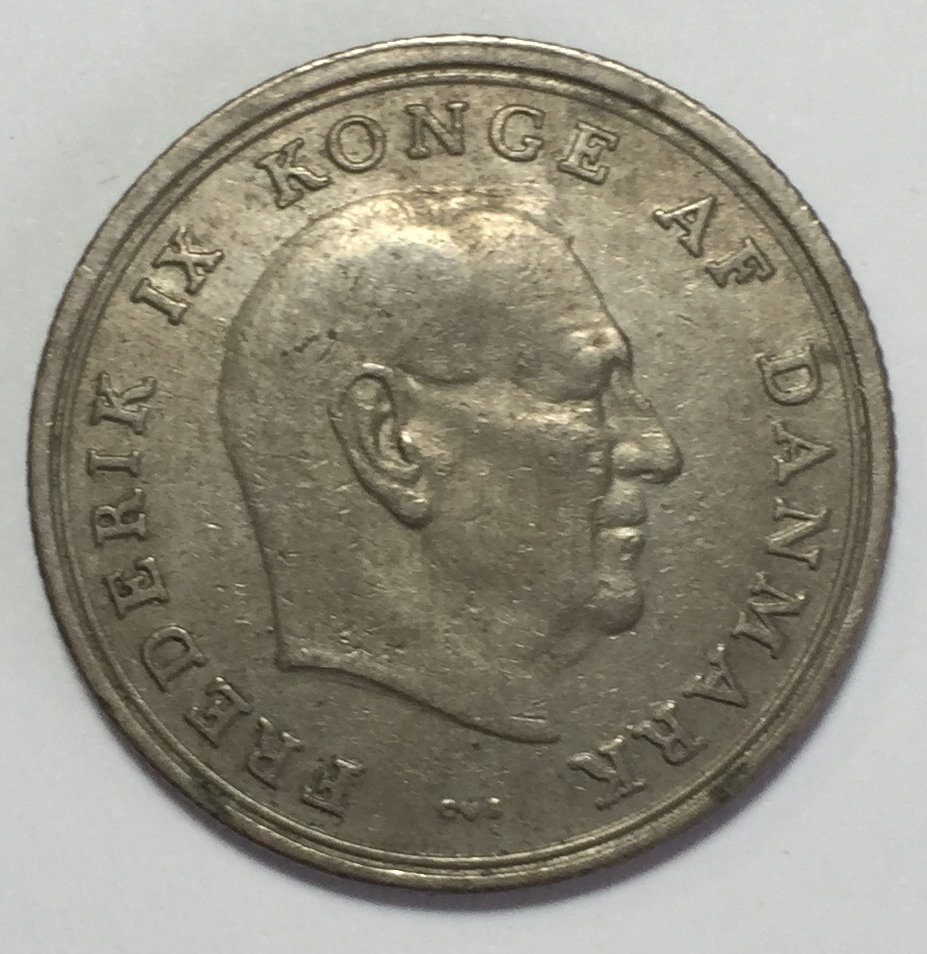
1 coroa de 1966.

### Outros artigos
- Casa de moeda
- Cunhagem

1. 1 2 3 4 5 6 7 8 9 10  Sømod, Jørgen . "Møntbygninger i København". http://www.danskmoent.dk/
2. ↑  "Henrik Køhler". En Danskmoent.dk
3. ↑  "Gotfred Krüger ( -1680)". En Danskmoent.dk
4. ↑  "Wineke". En Danskmoent.dk
5. 1 2  "The Royal Danish Mint then and now". Coins Weekly. 16 de outubro de 2012.
6. ↑  "Holbergsgade 23 / Herluf Trolles Gade 11". Indenforvoldene.dk
7. ↑  "150 nye ungdomsboliger og 23 erhvervslejemål midt i København". Building Supply
8. 1 2  "The end of Danish Mint". En Coins Weekly. 1 de febreiro de 2017.
9. ↑  "Mint of Finland has been chosen to produce danish coins starting in 2017". Danmarks Nationalbank. 19 de maio de 2016.
10. ↑  "National Bank of Denmark Inaugurates New Permanent Coin Gallery". Coins Update. 5 de setembro de 2012.
11. ↑  "The new supplier of danish banknotes  has been chosen". Danmarks Nationalbank. 21 de febreiro de 2018.